# AllMusic
AllMusic (precedentemente chiamato All Music Guide e abbreviato come AMG) è una banca dati di metadati di musica, diretto dalla All Media Network. 

## Storia

Vecchio logo di Allmusic

AllMusic fu fondato da Michael Erlewine, lo stesso creatore di AllMovie e AllGame. Il sito allmusic.com fu lanciato nel 1995.
Nell'agosto del 2007, PC Magazine incluse AllMusic nella sua classifica dal titolo "Top 100 Classic Websites".
Il 6 novembre 2007 le banche dati della All Media Guide vennero acquistati dalla Rovi Corporation (allora Macrovision). Nel 2011 Rovi creò il sito allrovi.com, una banca dati più ampia di musica e cinema in cui fece confluire AllMovie e in cui inizialmente pensò di fondere anche AllMusic. Tuttavia, un anno più tardi AllMovie si separò da AllRovi, tornando ad essere un sito indipendente. Allrovi.com venne chiuso verso la fine del 2013.
Nel luglio 2013, la Rovi Corporation vendette AMG (e i suoi database musicali, cinematografici e videoludici) alla All Media Network, già proprietaria dei siti web SideReel e Celebified.